# Xã Newton, Quận Shannon, Missouri
Xã Newton (tiếng Anh: Newton Township) là một xã thuộc quận Shannon, tiểu bang Missouri, Hoa Kỳ. Năm 2010, dân số của xã này là 240 người.